# Aeroporto di Changsha-Huanghua
L'Aeroporto di Changsha-Huanghua (IATA: CSX, ICAO: ZGHA) è un aeroporto cinese situato nella provincia di Hunan, Repubblica Popolare Cinese, a 24 km dal centro di Changsha.
L'aeroporto è uno dei più trafficati in Cina. È gestito dalla Hunan Airport Authority, che gestisce tutti i cinque aeroporti in provincia di Hunan.

## Trasporti
L'aeroporto è collegato alla città di Changsha tramite una linea maglev.